# Leptopelis fenestratus
Leptopelis fenestratus är en groddjursart som beskrevs av Laurent 1972. Leptopelis fenestratus ingår i släktet Leptopelis och familjen Arthroleptidae. IUCN kategoriserar arten globalt som otillräckligt studerad. Inga underarter finns listade i Catalogue of Life.